# Antônio José Dias Carneiro
Antônio José Dias Carneiro, barão e visconde de Salto (Resende, 1 de abril de 1814 — 14 de julho de 1891), foi um magistrado e comerciante brasileiro.
Filho de Antônio José Dias Coelho e Escolástica Carneira de Sá.
Autodidata, fez só o curso primário, na escola do comendador Fabiano Pereira Barreto. Trabalhou como agricultor e depois como balconista na firma do comendador João Lourenço Dias Guimarães.
Com suas economias e ajuda dos seus amigos Barão do Amparo, comendador Antônio de Paula Ramos e major Manuel Correia, montou sua própria firma em sociedade com o comendador Joaquim Gomes Jardim, comendador Antônio José Nogueira, Barão do Bananal e Marcelino Manuel Guerra, fundando a Guerra & Cia. Comércio de Café.
Na Guerra do Paraguai ofereceu, como soldados, dezoito de seus escravos. Foi o 2° administrador da Agência do Correio de Resende, sucedendo ao comendador Antônio da Rocha Miranda e Silva, em 1841.
Foi juiz de paz, juiz municipal, juiz de órfãos, presidente do Colégio Eleitoral, além de tesoureiro e provedor da Santa Casa de Misericórdia de Resende.
Foi agraciado em 7 de agosto de 1877 comendador da Imperial Ordem da Rosa, e depois, em 14 de maio de 1883, barão, e em 4 de maio de 1886 visconde.
Faleceu solteiro.